# Hi-Tech Engineering
Hi-Tech Engineering war ein britischer Hersteller von Automobilen.

## Unternehmensgeschichte
Pat Matthews gründete 1988 das Unternehmen in Kidderminster in der Grafschaft Worcestershire. Er begann mit der Produktion von Automobilen und Kits. Der Markenname lautete Hi-Tech. 1991 endete die Produktion. Insgesamt entstanden etwa 17 Exemplare. Eine andere Quelle nennt eine Verbindung zum Stahlunternehmen Hi-Tech Welding Services aus dem gleichen Ort an und gibt den Produktionszeitraum mit 1986 bis 1990 an.

## Fahrzeuge
Das einzige Modell GT 40 war die Nachbildung des Ford GT 40. Die Basis bildete ein Rohrrahmen-Spaceframe. Neben einem V6-Motor vom Renault 30 standen verschiedene V8-Motoren von Rover und amerikanischen Herstellern zur Verfügung. Außer etlichen Coupés entstanden auch zwei Ausführungen mit Targadach.